# La Pie sur le gibet
La Pie sur le Gibet est un tableau peint par Pieter Bruegel l'Ancien en 1568. Il est conservé au musée régional de la Hesse à Darmstadt.

## Description
- Technique : huile sur panneau de chêne ;
- Dimensions : hauteur 45,9 cm ; largeur 50,8 cm

## Analyse
L'homme qui défèque à l'avant-plan dans le coin inférieur gauche symbolise le défi de la mort et des autorités : « chier sous le gibet ». Les danseurs à gauche du gibet évoquent l'absence de crainte : « danser sous le gibet ».

## Source
- Stéphane Lojikine, « La pie sur le gibet - Pieter Bruegel », sur Utpictura18, 12 février 2010 (consulté le 14 octobre 2017).